# 民主宪法争取国民运动本部
民主宪法争取国民运动本部（韓語：민주헌법쟁취국민운동본부）是1987年5月，韩国在争取民主化运动中，由全部在野势力（民族民主运动阵营）联合起来的反独裁国民组织。当年6月，该组织主导了大规模的民主化运动—六月民主运动。

## 经过
1986年5月，因为5・3仁川事态，新韩民主党（新民党）和运动阵营的共斗关系被打破。在全斗焕独裁政权的镇压下，为了争取民主化的国民联络机构（民国连）很难开展实质性的活动。在这种情况下，运动阵营认识到必须成立一个能够将民国连、宗教运动团体等在野团体、在野党、民主化推进协议会（民推协）等网罗在内的国民战线组织，1987年5月27日，民主宪法争取国民运动本部正式成立。

### 决议文
1. 413护宪措施违背了民主韩国的建国理念，在道德上是无效的。
2. 修改压制国民基本权利的现行宪法，实现媒体基本法和刑法的民主化。
3. 全斗焕独裁政权在光州事件、朴锺哲被拷问致死事件、张玲子事件等中，践踏了人民的主权和人权。
4. 现政权为了维持独裁体制，采取了一切可能的措施来维持统治，但始终无法克服缺乏合法性的问题。
5. 现政权严重践踏了工人、农民的生活权和经济权。
6. 国营、官营的广播机构是自由的敌人，他们的欺瞒性报道引起了有良心的媒体人的反抗。
7. 公务员是为国家服务的，应该受到国民人民的喜爱。
8. 人民对民主化和统一的渴望，现在形成了结束军事独裁和建设国家未来的历史性的民族运动。[1]

### 大事记
1987年1月，朴锺哲被拷问致死事件。
4月13日，全斗焕在特别声明中（413护宪措施）否定了修宪，加强了民众对政府的反对，民主化声浪不断加强。
6月10日，泛国民谴责大会，6·10抗争。
6月18日，驱逐催泪弹之日。
6月26日，和平大游行。
6月29日，六二九宣言发表，执政势力承诺总统直选制和实行民主化的各种措施。
11月5日，在全国总会上，组织改名为“民主争取国民运动本部”。